# ヴィルヘルム・ツー・メクレンブルク
ヴィルヘルム・ツー・メクレンブルク（Wilhelm Herzog zu Mecklenburg[-Schwerin], 1827年3月5日 - 1879年7月28日）は、ドイツの諸侯家門メクレンブルク家の一員で、プロイセンの将軍。

## 生涯
メクレンブルク＝シュヴェリーン大公パウル・フリードリヒとその妻でプロイセン王フリードリヒ・ヴィルヘルム3世の娘であるアレクサンドリーネの間の第3子、次男としてルートヴィヒスルスト（メクレンブルク＝フォアポンメルン州ルートヴィヒスルスト郡）で生まれた。洗礼名は、フリードリヒ・ヴィルヘルム・ニコラウス（Friedrich Wilhelm Nikolaus）。プロイセン軍の士官となり、1865年12月9日にベルリンにおいて、母方の叔父であるプロイセン王子アルブレヒトの娘アレクサンドリーネと結婚した。ベルリン宮廷では遊び人として有名で、「大酒飲みの殿下（Prinz Schnaps）」のあだ名で呼ばれていた。
普墺戦争では陸軍少将として騎兵旅団を率いた。普仏戦争では陸軍中将として第6騎兵師団（6. Kavalleriedivision）を統率し、1870年9月9日のラン城塞への突入の際、フランス軍側が城門を爆破して報復した際に負傷した。その後は陸軍大将に昇進し、1875年に退役した。
1879年7月末、ハイデルベルクで手術中に死去した。遺骸は甥のパウル・フリードリヒ公に伴われてシュヴェリーンに移され、8月2日にシュヴェリーン大聖堂の大公家礼拝堂に安置された。

## 子女
妻アレクサンドリーネとの間に娘を1人もうけた。
- フリーデリケ・ヴィルヘルミーネ・エリーザベト・アレクサンドリーネ・アウグステ・マリアンネ・シャルロッテ（1868年 - 1944年） - 1886年にロイス＝ケストリッツ侯子ハインリヒ18世と結婚、1921年にロベルト・シュミット（Robert Schmidt）と再婚